# Burgstall Ottenburg

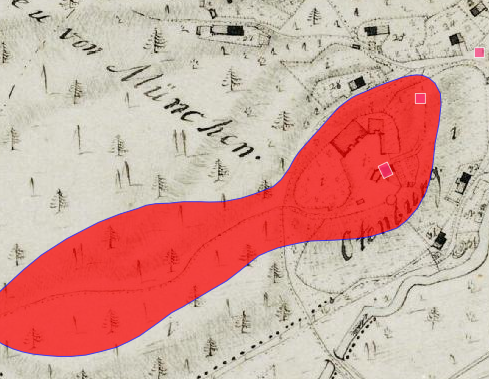
Lageplan von Burgstall Ottenburg auf dem Urkataster von Bayern

Der Burgstall Ottenburg ist ein Bodendenkmal auf dem Schlossberg in Schloss Ottenburg in Ottenburg in der Gemeinde Eching im Landkreis Freising.

## Geschichte
Ottenburg wird erstmals im Jahr 750 als „Outinpurg“ erwähnt. Das seit mindestens 1070 bischöflich-freisingische Lehen war Stammsitz der Grafen von Ottenburg-Grögling. Um 1150/58 erfolgte der Ausbau der mittelalterlichen Höhenburg unter Bischof Otto von Freising. Ende des 17. Jahrhunderts wurde die Burg in ein „fürstbischöfliches Lustschloss“ umgebaut. Mit der Säkularisation in Bayern kam das Schloss 1803 an verschiedene Eigentümer. Es erfolgte ein teilweiser Abriss des Schlosses. Die Baureste wurden in eine spätklassizistische Villa mit Walmdach umgestaltet. Die Baureste um die Villa sind unter der Aktennummer D-1-7635-0033 als Burgstall des hohen und späten Mittelalters ("Schloss Ottenburg") als Bodendenkmal eingestuft.